# Celmira Sacramento
Celmira de Almeida do Sacramento dos Santos Lourenço (1975) é uma política santomense que é presidente da Assembleia Nacional desde Novembro de 2022.

## Educação
Sacramento é formada em biologia. 

## Carreira

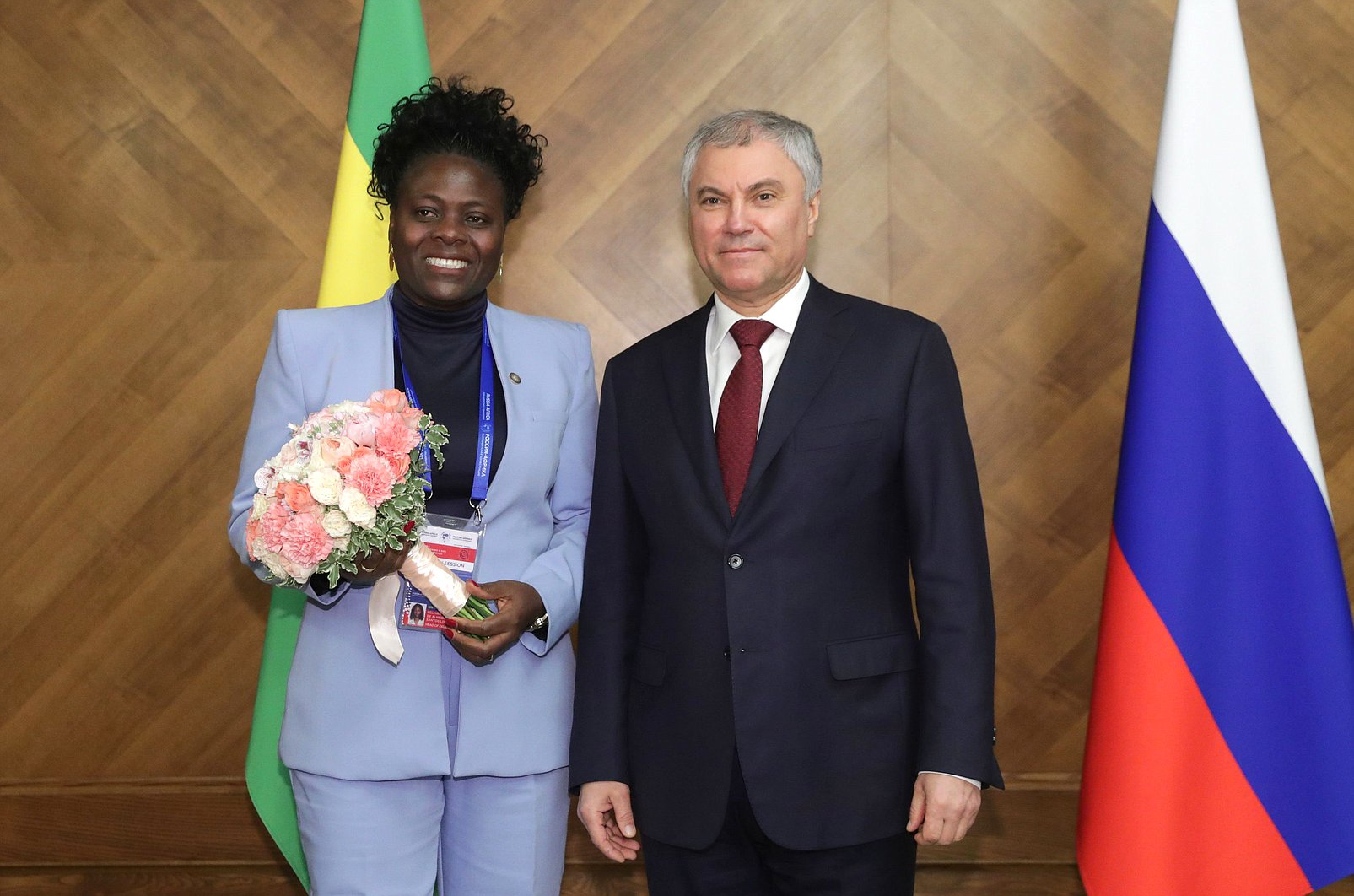
Sacramento com Vyacheslav Volodin, associado próximo de Vladimir Putin, em Moscou, Rússia, 20 de março de 2023

Sacramento foi eleita para a Assembleia Nacional como membro do distrito de Mé-Zóchi em 2010 e posteriormente selecionada para o mesmo cargo em 2014, 2018 e 2022.  De 2014 a 2018, foi presidente da Rede de Mulheres Parlamentares, e de 2018 a 2022 liderou a terceira comissão da assembleia parlamentar da CPLP.  Após as eleições de 2022, ela foi uma das oito mulheres eleitas para o parlamento de 55 membros.  Ela fez parte de um grupo que fez lobby pela aprovação de uma lei de paridade que entrou em vigor em 19 de novembro de 2022, com uma meta de 40% de mulheres definida para a próxima eleição. 
Sacramento foi eleita vice-presidente do partido Ação Democrática Independente em outubro de 2020, sob a presidência de Patrice Trovoada .  O partido venceu as eleições legislativas de 2022, com Trovoada sendo eleito Primeiro-Ministro . 
Sacramento foi eleita presidente da Assembleia Nacional em 8 de novembro de 2022 com 52 votos a favor, 2 abstenções e um voto em branco.  Ela é a segunda mulher a ocupar o cargo, depois da poetisa Alda Neves da Graça do Espírito Santo (1980-1991),  e a primeira eleita democraticamente para o cargo.  Após a sua eleição, ela disse que um dos principais desafios do seu mandato era a "revisão consensual da Constituição", a fim de reformar a Assembleia. 